# Arkansas Razorbacks football
La squadra di football degli Arkansas Razorbacks rappresenta l'Università dell'Arkansas. Competono nella Football Bowl Subdivision (FBS) della National Collegiate Athletics Association (NCAA) e nella Western Division della Southeastern Conference (SEC). La squadra ha vinto un titolo nazionale (nel 1964) e 13 titoli di conference.

## Titoli

### Titoli nazionali
| Anno             | Allenatore       | Selettori        | Record           | Bowl        | Ris.                    |
| ---------------- | ---------------- | ---------------- | ---------------- | ----------- | ----------------------- |
| 1964             | Frank Broyles    | FWAA, HAF        | 11-0             | Cotton Bowl | Arkansas 10, Nebraska 7 |
| Titoli nazionali | Titoli nazionali | Titoli nazionali | Titoli nazionali | 1           | 1                       |
|                  |                  |                  |                  |             |                         |

## Membri della College Football Hall of Fame
| Ind. | Nome                | Ruolo                     | Anni      | Note   |
| ---- | ------------------- | ------------------------- | --------- | ------ |
| 2009 | Billy Joe Moody     | Fullback e Defensive Back | 1960–1962 |        |
| 2008 | Lou Holtz           | Coach                     | 1977–1983 | [ 2 ]  |
| 2004 | Wayne Harris        | Linebacker                | 1958–1960 | [ 3 ]  |
| 2000 | Billy Ray Smith Jr. | Defensive End             | 1979–1982 | [ 4 ]  |
| 1999 | Chuck Dicus         | Wide Receiver             | 1968–1970 | [ 5 ]  |
| 1997 | Bowden Wyatt        | Coach                     | 1953–1954 | [ 6 ]  |
| 1992 | Loyd Phillips       | Tackle                    | 1964–1966 | [ 7 ]  |
| 1984 | Lance Alworth       | Back                      | 1959–1961 | [ 8 ]  |
| 1983 | Frank Broyles       | Coach                     | 1958–1976 | [ 9 ]  |
| 1971 | Francis Schmidt     | Coach                     | 1922–1928 | [ 10 ] |
| 1971 | Clyde Scott         | Tailback                  | 1944–1948 | [ 11 ] |
| 1967 | Wear Schoonover     | End                       | 1927–1929 | [ 12 ] |
| 1954 | Hugo Bezdek         | Coach                     | 1908–1912 | [ 13 ] |

## Membri della Pro Football Hall of Fame
| Ind. | Nome          | Ruolo          | Anni      |
| ---- | ------------- | -------------- | --------- |
| 2002 | Dan Hampton   | Defensive Line | 1975–1978 |
| 1978 | Lance Alworth | Back           | 1959–1961 |